# ستيليوس فاسيليو
ستيليوس فاسيليو (باليونانية: Στυλιανός Βασιλείου)‏ هو لاعب كرة قدم يوناني في مركز الهجوم، ولد في 29 أبريل 1991 في اليونان. لعب مع ليفادياكوس ونادي بانيتوليكوس.

## وصلات خارجية
- ستيليوس فاسيليو على موقع الاتحاد الأوربي (الإنجليزية)
- ستيليوس فاسيليو على موقع قاعدة بيانات كرة القدم.إي يو (الإنجليزية)
- ستيليوس فاسيليو على موقع Soccerway.com (الإنجليزية)